# Hans Stuck
Pour les articles homonymes, voir Stuck.
Hans Stuck (ou Hans Stuck von Villiez), né le 27 décembre 1900 à Varsovie et mort le 9 février 1978 à Grainau, est un pilote automobile allemand. Son fils Hans-Joachim Stuck (né en 1951) et son petit-fils Johannes Stuck sont tous deux devenus pilotes.
Malgré ses nombreux succès en Grand Prix avec Auto Union au début des années 1930, l'époque des Flèches d'Argent, il est surtout connu pour avoir dominé les Championnats de la montagne où il a gagné son surnom de Bergkönig (ou Roi de la montagne).

## Biographie

### Carrière avant-guerre
Hans Stuck connait sa première "expérience" du sport automobile en 1922 quand, peu de temps après son mariage, il doit transporter du lait de sa ferme à Munich. C'est peut-être cela qui l'amène au Championnat de la montagne où il remporte sa première course à Baden-Baden en 1923. Quelques années plus tard, il s'engage en tant que pilote privé sur Austro-Daimler puis, devient pilote officiel pour la firme en 1927. Il continue de s'engager en courses de côte, mais il fait aussi sa première apparition sur circuit au Grand Prix d'Allemagne de la même année.
Il remporte le championnat d'Europe de la montagne sur voiture de Grand Prix en 1930 -et le Semmering en 1929 et 1930-, mais, l'année suivante, Austro-Daimler quitte la compétition et laisse Stuck piloter une Mercedes-Benz SSKL en courses de voitures de sport où il excelle, puisqu'il remporte le championnat d'Europe de la montagne sur voiture de sport en 1932 (victoire notamment à la Course de côte du Col du Stelvio).

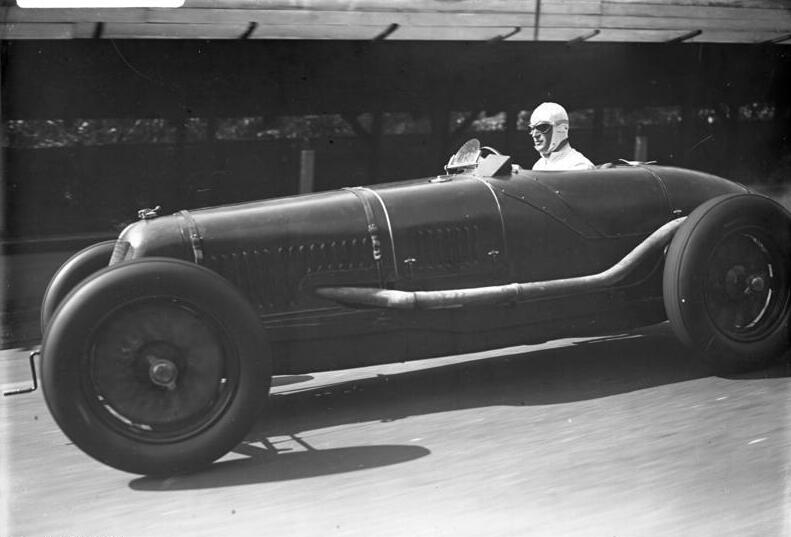
Stuck à l'Avusrennen 1932 au volant d'une Mercedes-Benz SSKL.

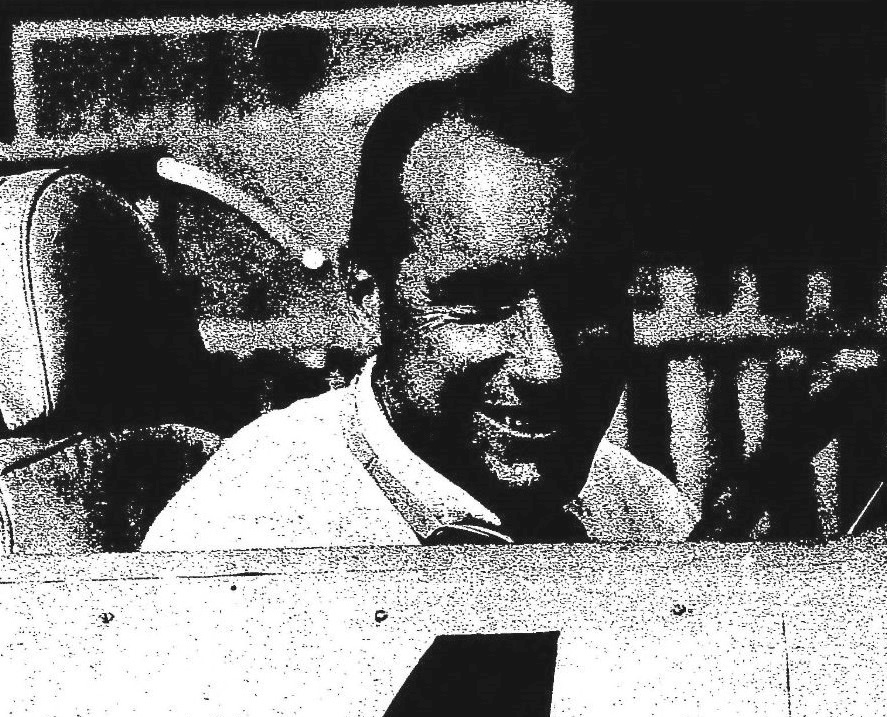
Hans Stuck, vainqueur du Grand Prix de Suisse 1934 à Berne (Bremgarten), sur Auto Union.

En 1933, ses rapports avec Adolf Hitler (qu'il a rencontré par hasard lors d'une partie de chasse en 1925) lui permettent de s'impliquer auprès de Ferdinand Porsche et de Auto Union dans le développement des plans d'Hitler pour les automobiles de course allemandes. Son expérience de la course de côte dans les Alpes pendant les années 1920 le rend pratiquement imbattable avec l'Auto Union P-Wagen Projekt, conçue par Porsche. Son moteur, monté à l'arrière, permettait à la voiture d'avoir une meilleure tenue de route que les voitures à moteur avant. La puissance, estimée à 500 Cheval-vapeur pouvait être employée pour des pointes de vitesse, y compris sur des routes non pavées.
Sur circuit, la voiture est dure à maîtriser à cause de l'essieu oscillant de la suspension arrière (initialement adoptée par Porsche, ce procédé se révèle en avance sur son temps, mais devient vite obsolète à cause de ses nombreux problèmes).
Stuck poursuit sa carrière avec Auto Union. En 1934, il remporte les Grands Prix d'Allemagne, de Suisse et de Tchécoslovaquie, tout en finissant second des Grands Prix d'Italie et de l'Eifel. Cette année, le Championnat d'Europe des pilotes était interrompu pour la deuxième année consécutive, mais, s'il avait eu lieu, Stuck l'aurait remporté. Il remporte également de nombreuses courses de côte (dont celle du Mont Ventoux) et s'attribue le premier de ses quatre titres de Champion d'Allemagne de la montagne. En outre il obtient cinq records du monde de vitesse le 28 octobre 1934 à l'AVUS, sur le kilomètre et le mille départ arrêté, ainsi que sur 50 kilomètres, 50 milles, et 100 kilomètres.
En 1935, il remporte le Grand Prix d'Italie, finit second du Grand Prix d'Allemagne et remporte son deuxième titre de champion d'Allemagne de la montagne. 1936 s'avère être une année plus difficile, malgré deux secondes places aux Grands Prix de Tripoli et d'Allemagne il termine second du championnat d'Europe des pilotes, mais blessé, il doit faire l'impasse sur de nombreuses courses de côte, laissant le titre de champion à son coéquipier chez Auto Union : Bernd Rosemeyer. La saison 1937 ne lui apporte que deux secondes places aux Grands Prix de Rio de Janeiro et de 1937, mais, peut se consoler avec son troisième titre de champion d'Allemagne de la montagne.
La saison 1938 débute mal. Il quitte Auto Union après une série de blessures infligées aux autres membres de l'équipe. Il est impossible de savoir s'il a été licencié par Auto Union ou s'il a quitté la firme de lui-même, mais les histoires diffèrent. Le gouvernement allemand intervient et fait pression sur Auto Union qui le réintègre (ici encore les versions diffèrent). Il remporte ainsi son quatrième titre de champion d'Allemagne de la montagne, son dernier succès majeur avant-guerre.

### Carrière après-guerre
Après la guerre, il est interdit aux Allemands de piloter avant 1950. Stuck obtient la nationalité autrichienne et se remet immédiatement à piloter. En 1949, il a malgré tout gagné pour la quatrième fois la Course de côte du Schauinsland.
Ses liens avec Alex von Falkenhausen (de) lui permettent de piloter pour son écurie, AFM, en Formule 2 avec quelques petits succès à la clé.
Il pilote une Porsche 550 en 1953. Il commence à piloter pour BMW à partir de 1957. Avec un peu plus de succès, il s'engage sur BMW 507 dans des courses de côte. Il change pour une plus petite BMW 700 avec laquelle il remporte, à 60 ans, son dernier titre de champion d'Allemagne de la montagne. Voulant terminer sa carrière de pilote professionnel sur un succès, il prend sa retraite. Devenu instructeur sur le Nürburgring, il enseignera à son fils Hans-Joachim Stuck les secrets à connaitre pour dominer le circuit.

### Vie personnelle
Stuck est né à Varsovie en 1900 alors que le pays était sous domination Russe. Même si ses parents étaient d'ascendance Suisse ils émigrent en Allemagne à sa naissance ; pays où il grandit.
Il est appelé pour son service militaire pendant la Première Guerre mondiale, en 1917. Son frère ainé, Walter est tué au combat en même temps que son propre officier. L'évènement lui permet de rencontrer la sœur de l'officier, Ellen Hahndorff, avec qui il se marie en 1922.
Les nombreuses années passées à piloter le conduisent au divorce. Puis, en 1931, il rencontre la célèbre tenniswomen Paula von Reznicek (de) avec qui il se marie en 1932. Le fait que son grand-père soit juif cause à Stuck de nombreux problèmes avec la montée du nazisme, toutefois ses relations avec Hitler lui évitent de sérieux ennuis. En 1939, il rencontre Christa Thielmann par l'intermédiaire du frère cadet de Paula. Hans Stuck et Paula von Reznicek divorcent en 1948. Stuck se remarie la même année avec Christa. Leur enfant, Hans-Joachim nait en 1951.

## Résultats en course

### Résultats en championnat du monde de Formule 1
| Saison | Écurie                                          | Châssis           | Moteur                    | Pneus             | GP disputés | Victoires | Pole positions | Meilleurs tours | Points inscrits | Classement |
| ------ | ----------------------------------------------- | ----------------- | ------------------------- | ----------------- | ----------- | --------- | -------------- | --------------- | --------------- | ---------- |
| 1951   | British Racing Motors Ltd                       | BRM P15           | BRM P15 V16C              | Dunlop            | 0           | 0         | 0              | 0               | 0               | Nc         |
| 1952   | Alex von Falkenhausen Motorenbau Écurie Espadon | AFM 6 Ferrari 212 | Küchen V8 Ferrari 125 V12 | Englebert Pirelli | 1           | 0         | 0              | 0               | 0               | Nc         |
| 1953   | Hans Stuck                                      | AFM 6             | Bristol BS1 L6            | Dunlop            | 2           | 0         | 0              | 0               | 0               | Nc         |

| Saison        | Écurie                           | Châssis     | Moteur          | Pneus | Courses | Courses | Courses | Courses | Courses | Courses | Courses | Courses | Courses | Classement | Points inscrits |
| Saison        | Écurie                           | Châssis     | Moteur          | Pneus | 1       | 2       | 3       | 4       | 5       | 6       | 7       | 8       | 9       | Classement | Points inscrits |
| ------------- | -------------------------------- | ----------- | --------------- | ----- | ------- | ------- | ------- | ------- | ------- | ------- | ------- | ------- | ------- | ---------- | --------------- |
| 1951          | British Racing Motors Ltd        | BRM P15     | BRM P15 V16C    | D     | SUI     | 500     | BEL     | FRA     | GBR Np  | RFA     | ITA     | ESP     |         | Nc         | 0               |
| 1952          | Alex von Falkenhausen Motorenbau | AFM 6       | Küchen V8       | E     | SUI Abd | 500     | BEL     | FRA     | GBR     | RFA     | P-B     |         |         | Nc         | 0               |
| 1952          | Écurie Espadon                   | Ferrari 212 | Ferrari 125 V12 | P     |         |         |         |         |         |         |         | ITA Nq  |         | Nc         | 0               |
| 1953          | Hans Stuck                       | AFM 6       | Bristol BS1 L6  | D     | ARG     | 500     | P-B     | BEL     | FRA     | GBR     | RFA Abd | SUI     | ITA 14e | Nc         | 0               |
| Légende       |                                  |             |                 |       |         |         |         |         |         |         |         |         |         |            |                 |
| Légende : ici |                                  |             |                 |       |         |         |         |         |         |         |         |         |         |            |                 |

### Résultats en Championnat d'Europe des pilotes
| Saison | Écurie        | Constructeur | Châssis | GP disputés | Victoires | Pole positions | Meilleurs tours | Points inscrits | Classement |
| ------ | ------------- | ------------ | ------- | ----------- | --------- | -------------- | --------------- | --------------- | ---------- |
| 1935   | Auto Union AG | Auto Union   | Type B  | 4           | 1         | 0              | 0               | 21              | 3e         |
| 1936   | Auto Union AG | Auto Union   | Type C  | 4           | 0         | 0              | 1               | 15              | 2e         |
| 1937   | Auto Union AG | Auto Union   | Type C  | 5           | 0         | 1              | 0               | 20              | 5e         |
| 1938   | Auto Union AG | Auto Union   | Type D  | 3           | 0         | 0              | 0               | 20              | 5e ex æquo |
| 1939   | Auto Union AG | Auto Union   | Type D  | 3           | 0         | 0              | 0               | 23              | 9e ex æquo |

| Saison | Écurie        | Constructeur | Châssis | Course | Course  | Course  | Course  | Course  | Course  | Course  | Classement | Points inscrits |
| Saison | Écurie        | Constructeur | Châssis | 1      | 2       | 3       | 4       | 5       | 6       | 7       | Classement | Points inscrits |
| --- | ------------- | ------------ | ------- | ------ | ------- | ------- | ------- | ------- | ------- | ------- | ---------- | --------------- |
| 1935 | Auto Union AG | Auto Union   | Type B  | MON Np | FRA Abd | BEL Np  | ALL 2e  | SUI 11e | ITA 1er | ESP Abd | 5e ex-æquo | 36              |
| 1936 | Auto Union AG | Auto Union   | Type C  | MON 3e | ALL 2e  | SUI 3e  | ITA Abd |         |         |         | 2e         | 15              |
| 1937 | Auto Union AG | Auto Union   | Type C  | BEL 2e | ALL Abd | MON 4e  | SUI 4e  | ITA 9e  |         |         | 5e         | 20              |
| 1938 | Auto Union AG | Auto Union   | Type D  | FRA Np | ALL 3e  | SUI 4e  | ITA Abd |         |         |         | 5e ex-æquo | 20              |
| 1939 | Auto Union AG | Auto Union   | Type D  | BEL Np | FRA 6e  | ALL Abd | SUI 10e |         |         |         | 9e ex æquo | 23              |
| Légende |               |              |         |        |         |         |         |         |         |         |            |                 |
| Légende (1931 / 1935-1939) - Vainqueur : 1 point - Deuxième : 2 points - Troisième : 3 points - Quatrième ou complété à plus de 75 % : 4 points - Complété entre 50 et 75 % : 5 points - Complété 25 et 50 % : 6 points - Complété à moins de 25 % : 7 points - N'a pas participé (np) : 8 points - Disqualifié (dsq) : 8 points - En gras : pole position - En italique : meilleur tour en course - * : voiture partagée Légende (1932) - Vainqueur : 1 point - Deuxième : 2 points - Troisième : 3 points - Quatrième : 4 points - Cinquième : 5 points - Autre partant : 6 points - Disqualifié (dsq) : 6 points - N'a pas participé (np) : 7 points - En gras : pole position - En italique : meilleur tour en course - * : voiture partagée |               |              |         |        |         |         |         |         |         |         |            |                 |